# سامترویل (فلوریدا)
سامترویل (به انگلیسی: Sumterville) یک منطقهٔ مسکونی در ایالات متحده آمریکا است که در فلوریدا واقع شده‌است. سامترویل ۲۲٫۸۶ متر بالاتر از سطح دریا قرار دارد.